# Vanessa Alves
Vanessa Alves (São Paulo, 4 de setembre de 1963) és una actriu i dobladora brasilera.
Durant la dècada de 1980 va actuar en diverses comèdies eròtiques, conegudes com a pornochanchadas. També va participar en dues pel·lícules dirigides per Carlos Reichenbach: Anjos do Arrabalde de 1987 (premi a la millor actriu secundària al Festival de Cinema de Gramado) i Garotas do ABC.

## Carrera

### Televisió
- Antônio Alves, Taxista (1996)
- Irmã Catarina (1996)

### Cinema
- A Menina e o Estuprador (1982)
- Volúpia de Mulher (1984) ... Cristina
- Os Bons Tempos Voltaram: Vamos Gozar outra vez (1985) ... Soninha[4]
- Anjos do Arrabalde (1987)[3]
- Formiguinhaz (1998)
- Garotas do ABC (2003) ... Antuérpia[5]